# Квеврі

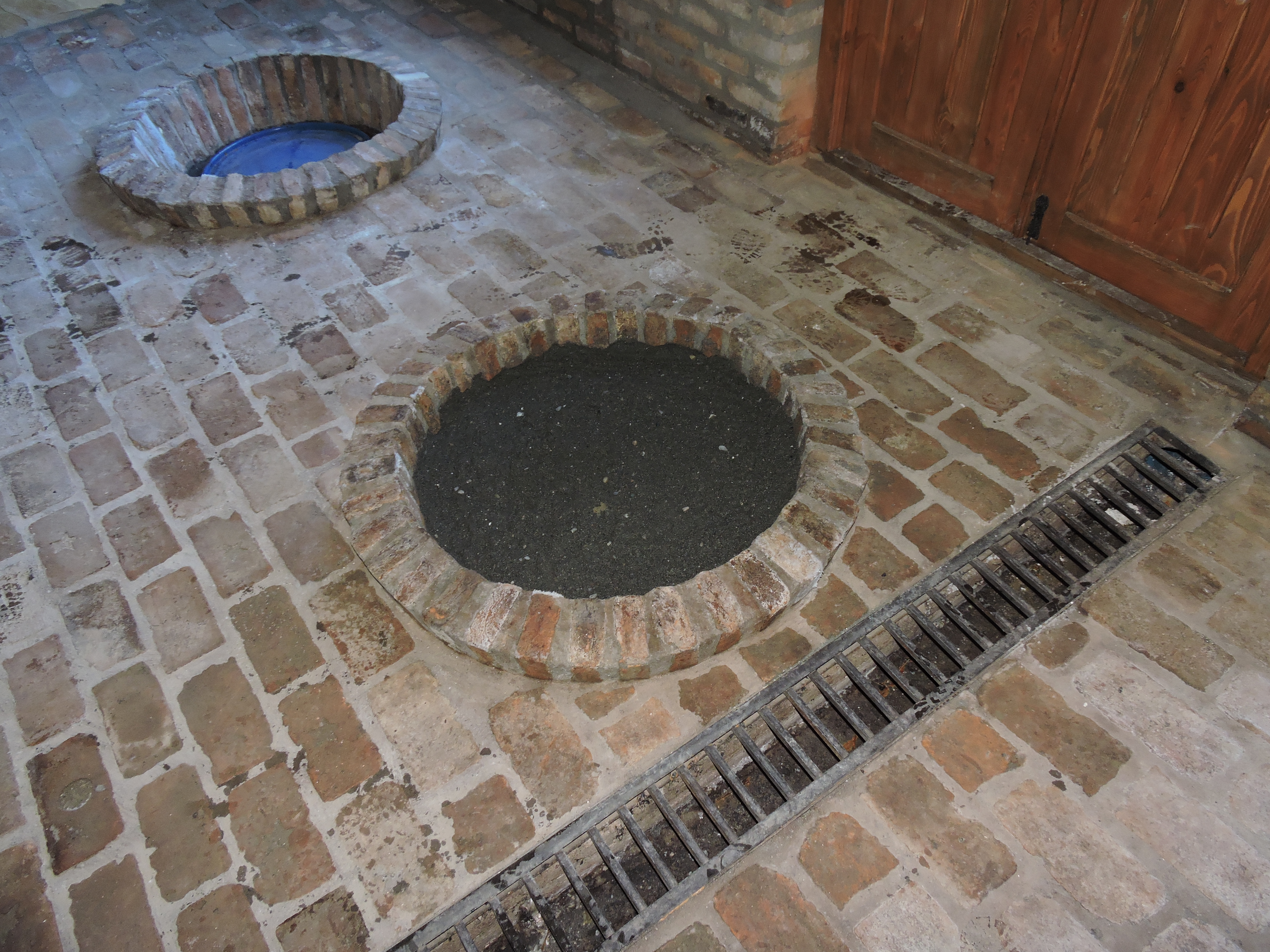
Квеврі

Квеврі (груз. ქვევრი) — глиняний глек великих розмірів, для виробництва вина. Особливістю цього посуду є те, що він закопувався в землю, куди згодом заливали вино для вистоювання. 2013 року цей унікальний спосіб виготовлення отримав статус нематеріальної культурної спадщини ЮНЕСКО.

## Історія та застосування посуду
Появу глиняного посуду, подібного до квеврі датують 5-6 тисячоліттям до нашої ери. Для посудини того часу характерним був розмір не більше 1,5 метра висотою та плоске дно. Сучасна яйцеподібна форма глечика сформувалася в 2-3 тисячолітті.
Для виготовлення такого посуду використовується спеціальна вапнякову глину, що містить домішки дорогоцінних матеріалів (золото, срібло та мідь). Таким чином, вапно, вступаючи в реакцію з вином, укріплює стінки квеврі та виконує антисептичну функцію. Термін виготовлення квеврі становить близько трьох місяців, основна частина з якого — це ліплення та просушування виробу, після чого його загартовують в спеціальній печі. Місткість такого глиняного глечика може сягати 8 тисяч літрів. Найпоширенішим є ж посуд на 1-2 тисячі літрів.
Термін вистоювання вина в квеврі залежить від сорту. Так, червоне вино разом з подрібненими частинами винограду (шкірками, м'якоттю та кісточками) в середньому можуть піддавати бродінню в глиняній ємності від одного до двох тижнів, а біле вино бродить до весни, що надає йому відтінки кольору від солом'яного до чайного, фруктові нотки в смаку, ігристість і прозорість.
Хімічні процеси забезпечуються за рахунок сталості температури в розташованому під землею квеврі, що, як правило, зберігається на рівні 13-15 градусів. Як правило, глиняну посудину розташовують в критих приміщеннях, але зустрічається і глиняні ємності, що знаходяться просто неба — ці квеврі отримали назву «чурі». Посуд та метод виготовлення є унікальним і використовується на багатьох промислових підприємствах виноробного профілю Грузії.

## Галерея

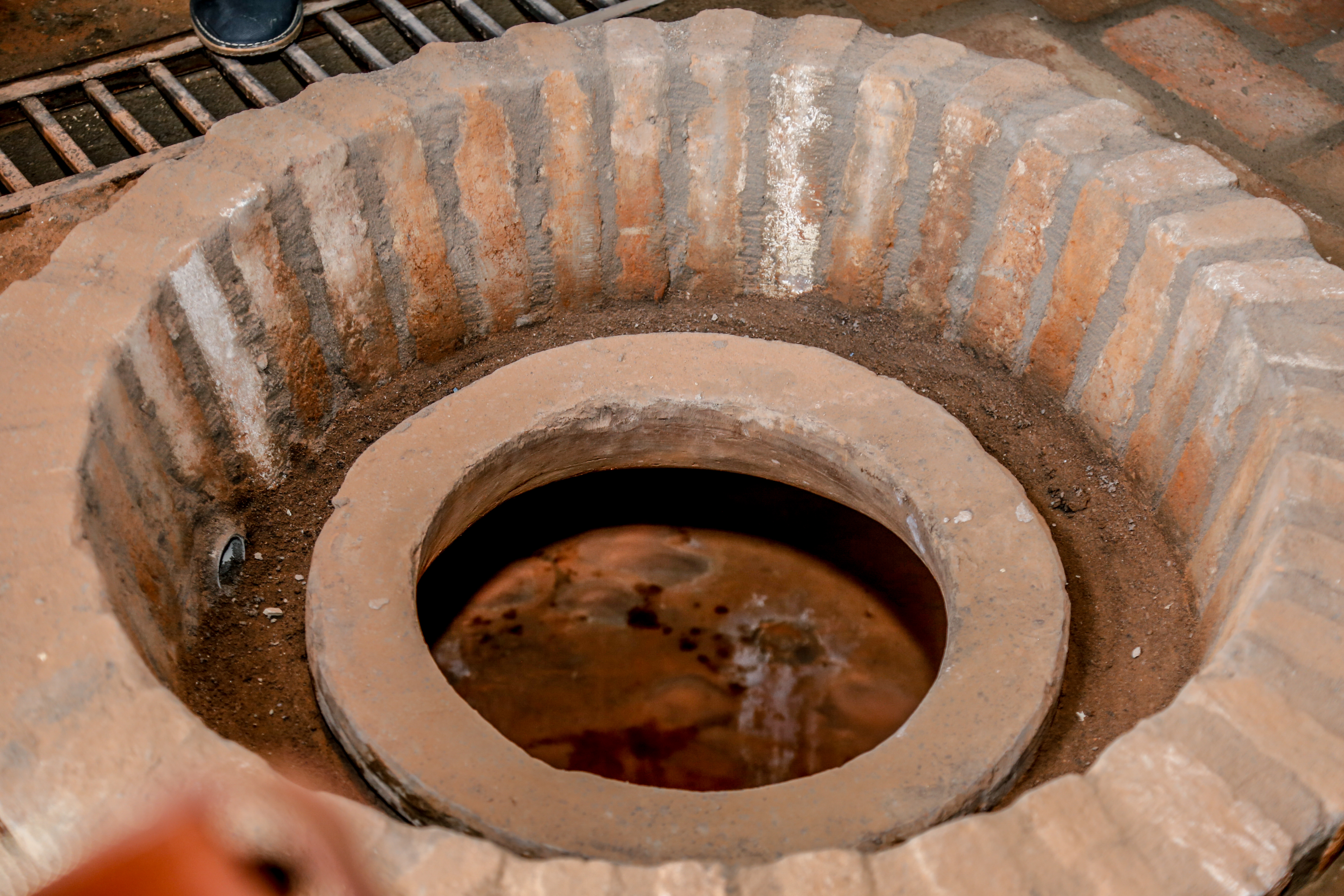
Квеврі
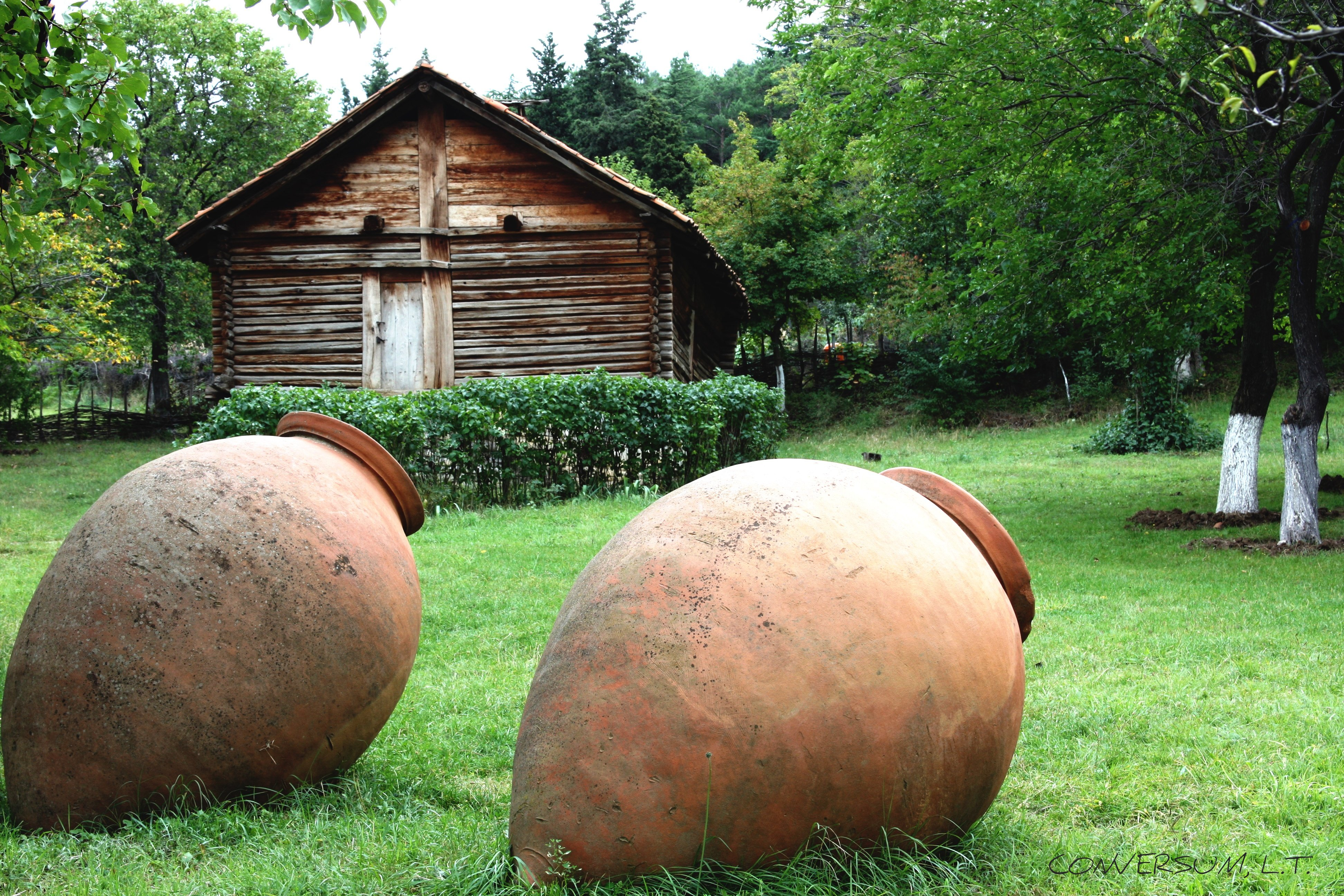
Квеврі
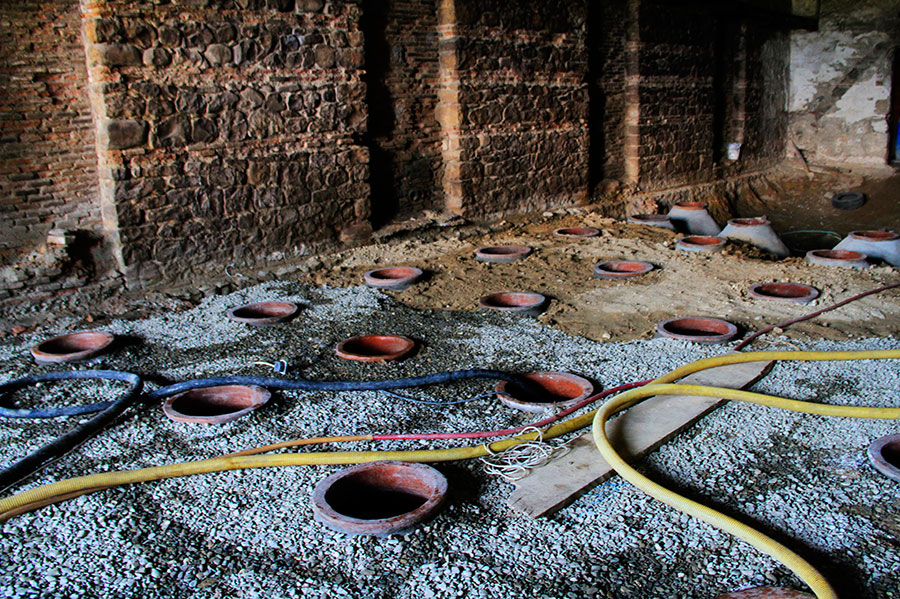
Квеврі в виноробні
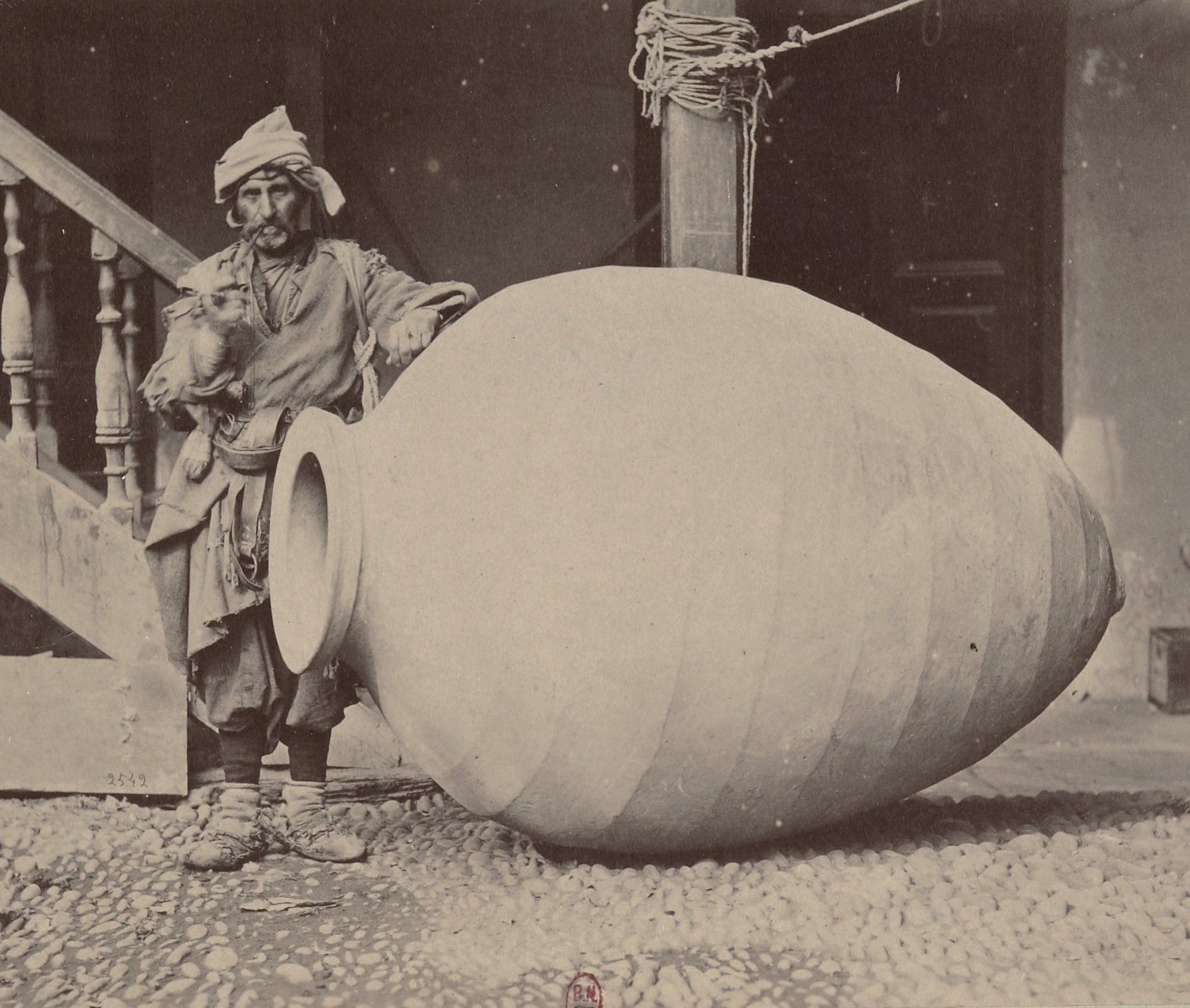
Винороб з квеврі, 1881
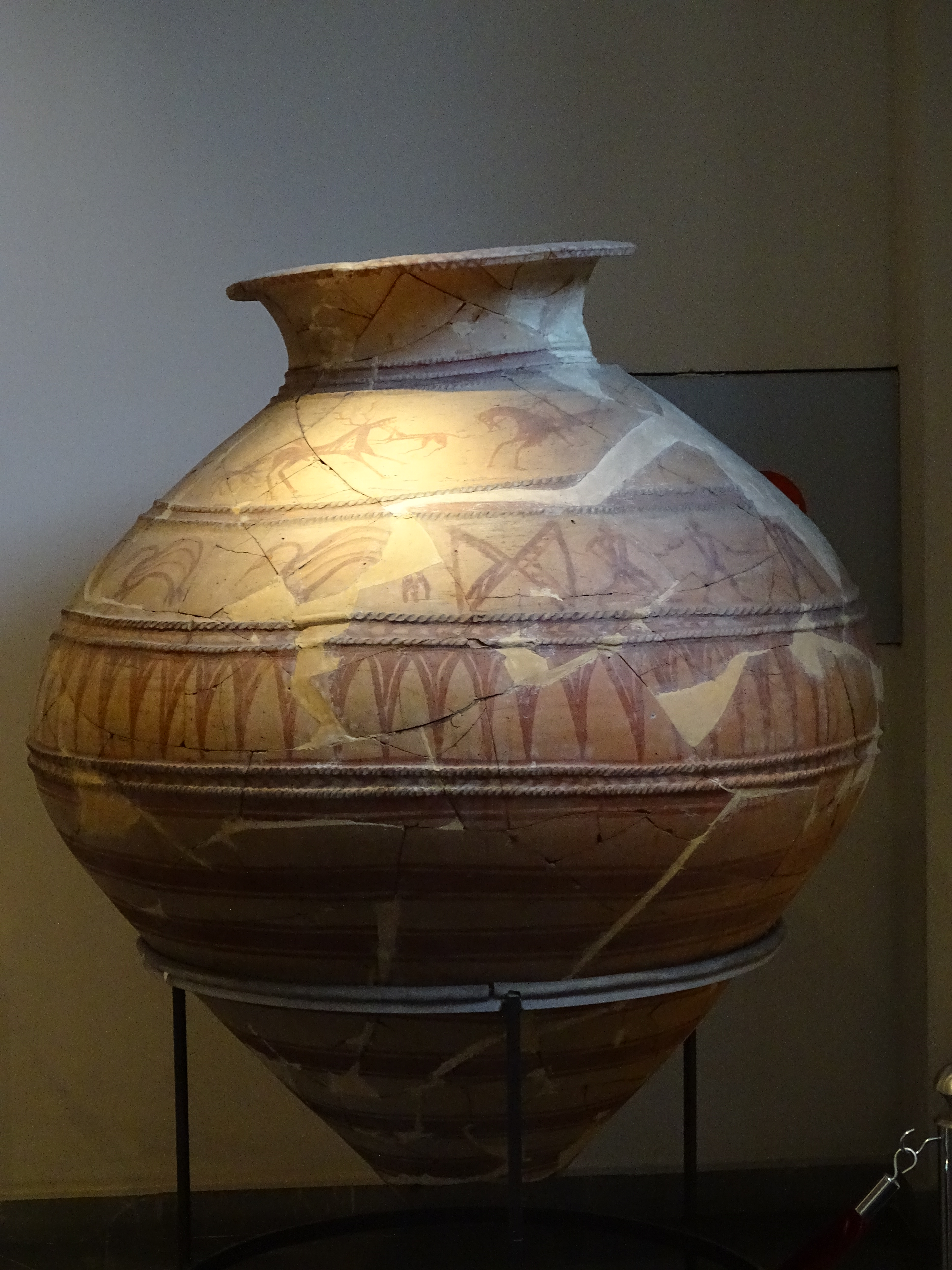
Квеврі, Національний музей Грузії
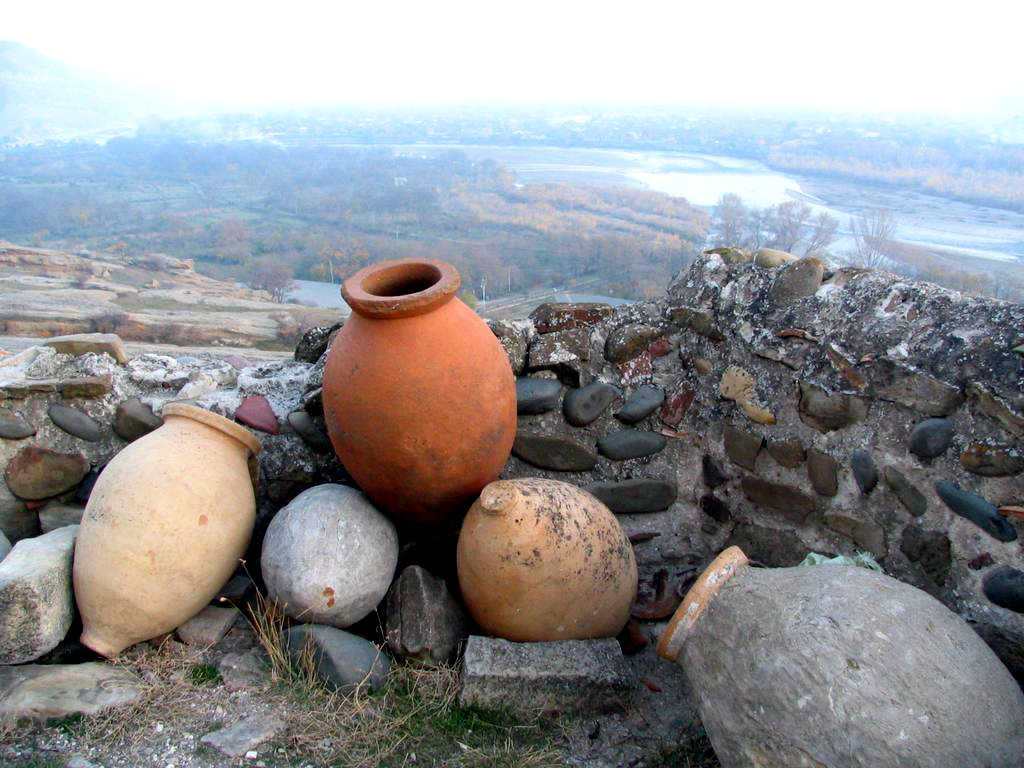
Квеврі біля Горі